# Camallot

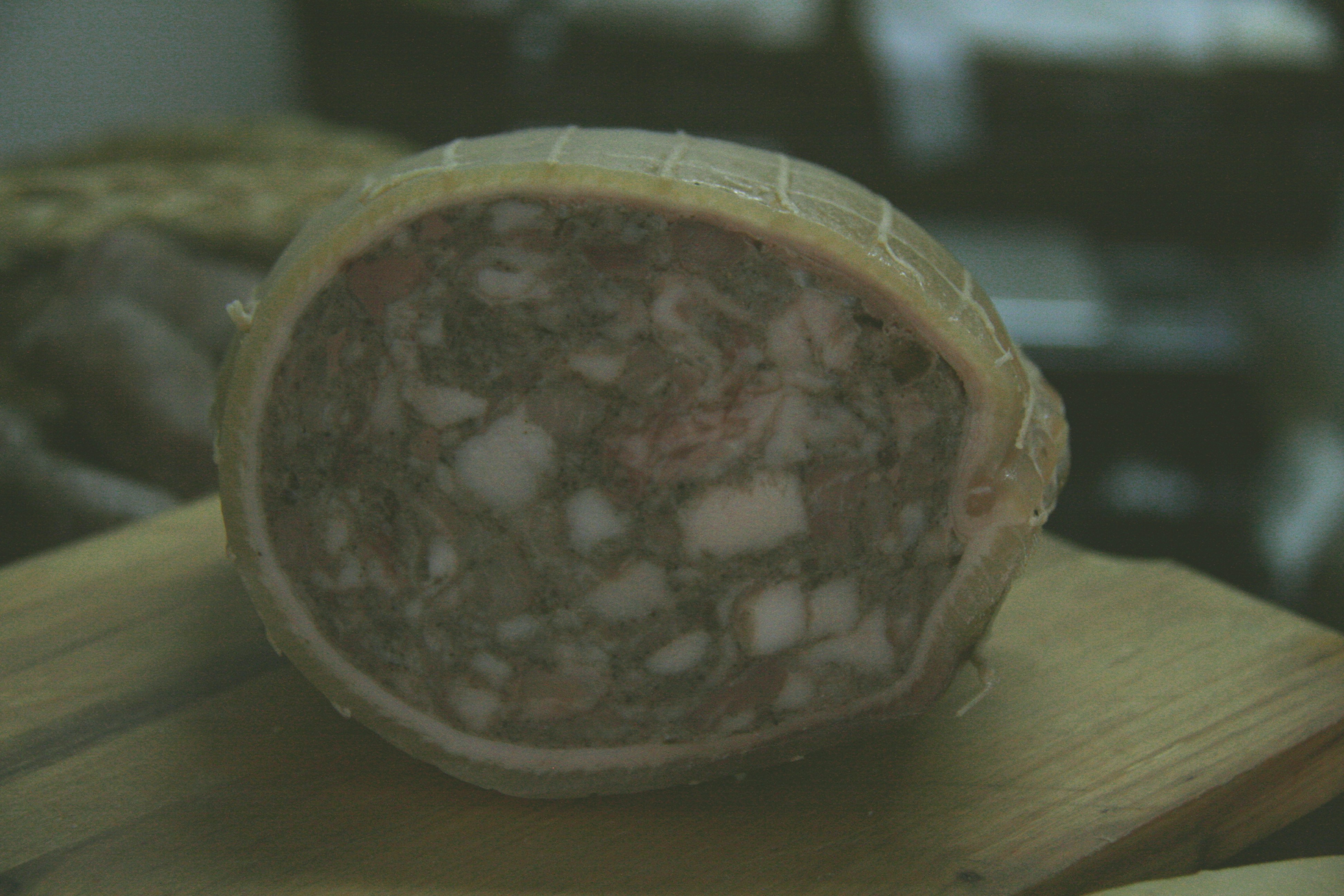

El camallot (pronunciat camaiot a Mallorca i Eivissa i camot a Menorca) o cuixot (a la ciutat menorquina de Ciutadella) rep el nom de varia negra a Sóller i a altres indrets de Mallorca. És un dels embotits més característics de les Illes Balears, que constituïen fins no fa gaires dècades la base de l'alimentació dels habitants de les zones rurals.
S'elabora amb carn magra picada i carn sanguinosa de porc, mesclades amb espècies (pebre bo, pebre bord, anís) i sal. Un cop barrejat tot, es posa el farciment dins la cotna de la cama i cuixa del porc, es cusen a mà les vores i es cou llargament dins la caldera. Després es penja perquè s'assequi.
Els embotits s'elaboren principalment a l'hivern, a les matances, aprofitant el fred, de manera que així s'afavoreix la conservació de la carn. L'objectiu és que els embotits arribin fins a la següent matança o, si més no, fins a la verema. Actualment les matances (porquejades) són una tradició familiar que es manté, però la producció de sobrassada -però no del camallot- s'ha industrialitzat i ocupa tot l'any.
El camallot, juntament amb la més coneguda arreu sobrassada, la llonganissa i els botifarrons negre i blanc, es menja cru, tallat en rodanxes primes, o cuit.